# 13376 Dunphy
13376 Dunphy (1998 VO32) là một tiểu hành tinh vành đai chính được phát hiện ngày 15 tháng 11 năm 1998 bởi Ian P. Griffin ở Cocoa.